# Katedra św. Fronta w Périgueux
Katedra św. Fronta w Périgueux (fr. Cathédrale Saint-Front de Périgueux) – świątynia katolicka powstała w latach 1120-1150 w stylu romańskim, znajdująca się w Périgueux w Akwitanii. 
Kościół został zbudowany w miejscu wcześniejszego, mniejszego zniszczonego przez pożar. Z oryginalnej świątyni konsekrowanej w 1047 roku zachowała się potężna wieża i pozbawiona przykrycia nawa, którą przekształcono w atrium. Pozostałości te wpisane są w masyw zachodni obecnego kościoła. W XIX wieku gruntowna restauracja zmieniła zewnętrzny wygląd budynku, m.in. poprzez dobudowanie od wschodu neoromańskiej apsydy. 
Katedra jest kościołem kopułowym, opartym na schemacie kościoła św. Apostołów w Konstantynopolu i św. Marka w Wenecji. Jest to budowla centralna, na planie krzyża greckiego, z pięcioma kopułami na pendentywach, z których każda posiada po cztery otwory okienne. Krzyżowe przejścia w filarach sklepione są kolebkowo. Takie centralne budowle, charakterystyczne dla budowli rzymskich i bizantyjskich, były w ówczesnej Europie rzadkością.